# Чикаго Хоуп
„Чикаго Хоуп“ (на английски: Chicago Hope) е американски сериал (медицинска драма), създаден от Дейвид Е. Кели. Дебютира по CBS на 18 септември 1994 г. и свършва на 4 май 2000 г. Серията се поставя в измислена частна благотворителна болница в Чикаго, Илинойс.

## „Чикаго Хоуп“ В България
В България сериалът се излъчва за първи път по bTV на 8 септември 2001 г., всяка събота от 21:00 ч., след „Али Макбийл“.